# Ђорђе Јелисић
Ђорђе Јелисић (Шабац, 6. новембар 1925 — Београд, 27. мај 2016) био је српски позоришни, филмски и телевизијски глумац.

## Биографија
Ђорђе Јелисић је рођен у Шапцу 6. новембар 1925. године. Прославио се улогом попа Спире у телевизијском остварењу „Поп Ћира и поп Спира” из 1982. године, који је приказиван и у формату мини тв серије. Почео је да глуми давне 1949. године, а последњу улогу одиграо је 1984. године у „Сивом дому”. Одиграо је више од сто улога на филму и телевизији.
Преминуо је 27. маја 2016. године. Комеморација је одржана 29. маја 2016. године.
Сахрањен је у Алеји заслужних грађана на Новом гробљу у Београду.

## Филмографија
| Год.       | Назив                                         | Улога                       |
| ---------- | --------------------------------------------- | --------------------------- |
| 1940-е     |                                               |                             |
| 1949.      | Барба Жване                                   |                             |
| 1950-е     |                                               |                             |
| 1951.      | Последњи дан                                  | Петар                       |
| 1958.      | Црни бисери                                   | Иследник у милицији         |
| 1959.      | Сам                                           | Комесар (као Ђ. Јелисић)    |
| 1960-е     |                                               |                             |
| 1967.      | Оптимистичка трагедија                        |                             |
| 1967.      | Једног дана мој Јамеле                        |                             |
| 1967.      | Додир (Кратки филм)                           |                             |
| 1968.      | Самци (ТВ серија)                             |                             |
| 1968.      | Максим нашег доба                             |                             |
| 1968.      | Туђе главе                                    |                             |
| 1968.      | Тројица против свих... а жена четврта (ТВ)    |                             |
| 1968.      | Тројица против свих (ТВ)                      |                             |
| 1968.      | Тако је ако вам се тако чини                  |                             |
| 1968.      | Операција Београд                             |                             |
| 1968.      | Љубитељ голубова                              |                             |
| 1968.      | Капути                                        |                             |
| 1968.      | Бекство                                       | Де Бризар                   |
| 1969.      | Самци 2                                       |                             |
| 1969.      | Рађање радног народа                          | иследник                    |
| 1969.      | Како да ти кажем                              |                             |
| 1969.      | Зигмунд Брабендер, ловац и сер                |                             |
| 1969.      | Трагедија на сплаву                           |                             |
| 1969.      | Код зеленог папагаја (ТВ филм)                |                             |
| 1969.      | Голубовићи                                    |                             |
| 1970-е     |                                               |                             |
| 1970.      | Рођаци (ТВ серија)                            | Јован                       |
| 1970.      | Мирина ТВ ступица                             |                             |
| 1970.      | Тристан и Изолда                              |                             |
| 1970.      | Случај Опенхајмер                             |                             |
| 1970.      | Седам писара                                  |                             |
| 1971.      | С ванглом у свет                              |                             |
| 1971.      | Велики посао                                  |                             |
| 1971.      | Пенџери равнице                               |                             |
| 1971.      | Операција 30 слова                            |                             |
| 1971.      | Нирнбершки епилог                             | Тужилац                     |
| 1971.      | Халелуја                                      |                             |
| 1971.      | Директор                                      |                             |
| 1971.      | Чеп који не пропушта воду                     | Радиша                      |
| 1971.      | Чарапа од сто петљи                           |                             |
| 1972.      | Женски разговори                              |                             |
| 1972.      | Изданци из опаљеног грма                      |                             |
| 1972.      | Позориште у кући                              | Мајстор                     |
| 1972.      | Мајстори (ТВ серија)                          | Паја                        |
| 1972.      | Заслуге                                       |                             |
| 1972.      | Несахрањени мртваци (ТВ)                      |                             |
| 1972.      | Светлост из друге куће                        |                             |
| 1972.      | Роман са контрабасом                          |                             |
| 1972.      | Ратнички таленат                              | Сибиновић, директор рудника |
| 1972.      | Прождрљивост                                  |                             |
| 1972.      | Породична хроника                             |                             |
| 1972.      | Незнани јунак                                 |                             |
| 1972.      | Милева Ајнштајн                               | Др Вебер, професор          |
| 1972.      | Драги Антоан                                  |                             |
| 1972.      | Човек који је бацио атомску бомбу на Хирошиму |                             |
| 1972.      | Амфитрион 38                                  |                             |
| 1973.      | Женидба носача Самуела                        |                             |
| 1973.      | Суседи (ТВ)                                   | Виктор Прокић               |
| 1973.      | Сланици                                       | Урош, муж Катицин           |
| 1973.      | Они лепи рођендани                            |                             |
| 1973.      | Милојева смрт                                 | Милоје                      |
| 1973.      | Дубравка                                      |                             |
| 1973.      | Бела кошуља                                   |                             |
| 1974.      | Власт                                         |                             |
| 1974.      | Димитрије Туцовић (ТВ серија)                 | Радоје Домановић            |
| 1974.      | Зашто је пуцао Алија Алијагић                 | Радивој Валетр, адвокат     |
| 1974.      | Ујеж                                          |                             |
| 1974.      | Просек                                        | Макса, ветеринар            |
| 1974.      | Наши очеви                                    |                             |
| 1974.      | Генерали или сродство по оружју               |                             |
| 1975.      | Отписани                                      | Заре                        |
| 1975.      | Ђавоље мердевине                              |                             |
| 1975.      | Синови                                        |                             |
| 1975.      | Кичма                                         |                             |
| 1976.      | Посета старе даме                             | Професор гимназије          |
| 1976.      | Од пет до седам                               |                             |
| 1976.      | Кухиња                                        |                             |
| 1976.      | Диспут у ноћи                                 |                             |
| 1976.      | Деца расту ноћу                               |                             |
| 1976.      | Живот тече даље                               |                             |
| 1977.      | Роман са контрабасом                          |                             |
| 1977.      | Салајко (ТВ серија)                           |                             |
| 1977.      | Стара кост                                    |                             |
| 1977.      | 67. састанак Скупштине Кнежевине Србије       |                             |
| 1977-1978. | Вага за тачно мерење                          |                             |
| 1978.      | Господарев зет (ТВ)                           |                             |
| 1978.      | Шпански захтев                                | Адријан, кардинал Утрехта   |
| 1978.      | Маска                                         | Патријарх Јосиф Рајачић     |
| 1978.      | Квар                                          |                             |
| 1978.      | Код Камиле                                    | Ђура Јакшић                 |
| 1979.      | Књига другова                                 |                             |
| 1979.      | Трофеј                                        | Милан Дедић                 |
| 1979.      | Прва српска железница                         | Поп Иван Протић             |
| 1980-е     |                                               |                             |
| 1980.      | Стан                                          |                             |
| 1980.      | Београдска разгледница 1920                   |                             |
| 1981.      | Светозар Марковић (ТВ серија)                 |                             |
| 1981.      | Шеста брзина                                  |                             |
| 1981.      | Балада о Синиши и мангупу                     | Отац                        |
| 1981.      | О Соколу коњу да вам кажем                    |                             |
| 1981.      | На рубу памети                                |                             |
| 1981.      | 500 када                                      | Данило                      |
| 1982.      | Приче из радионице                            | Драгиша                     |
| 1982.      | Поп Ћира и поп Спира (ТВ серија)              | поп Спира                   |
| 1982.      | Дечак је ишао за сунцем                       |                             |
| 1982.      | Дан, дани... Неџада К.                        | Отац                        |
| 1983.      | Карловачки доживљај 1889                      |                             |
| 1984.      | Дивља патка                                   |                             |
| 1984.      | Екран снежи                                   |                             |
| 1984.      | Сиви дом                                      | Доктор                      |